# Ridderkerk
Ridderkerk és un municipi de la província d'Holanda del Sud, al sud dels Països Baixos. El 2021 tenia 46.671 habitants repartits entre una superfície de 25,26 km² (dels quals 1,54 km² corresponen a aigua). Limita al nord amb Rotterdam i Nederlek, a l'est amb Nieuw-Lekkerland i Alblasserdam, al sud amb Barendrecht, Zwijndrecht i Hendrik-Ido-Ambacht.

## Centres de població
- Bolnes
- Oostendam
- Rijsoord
- Slikkerveer